# Calycomyza irreperta
Calycomyza irreperta är en tvåvingeart som beskrevs av Spencer 1963. Calycomyza irreperta ingår i släktet Calycomyza och familjen minerarflugor. Inga underarter finns listade i Catalogue of Life.